# District of Columbia National Guard

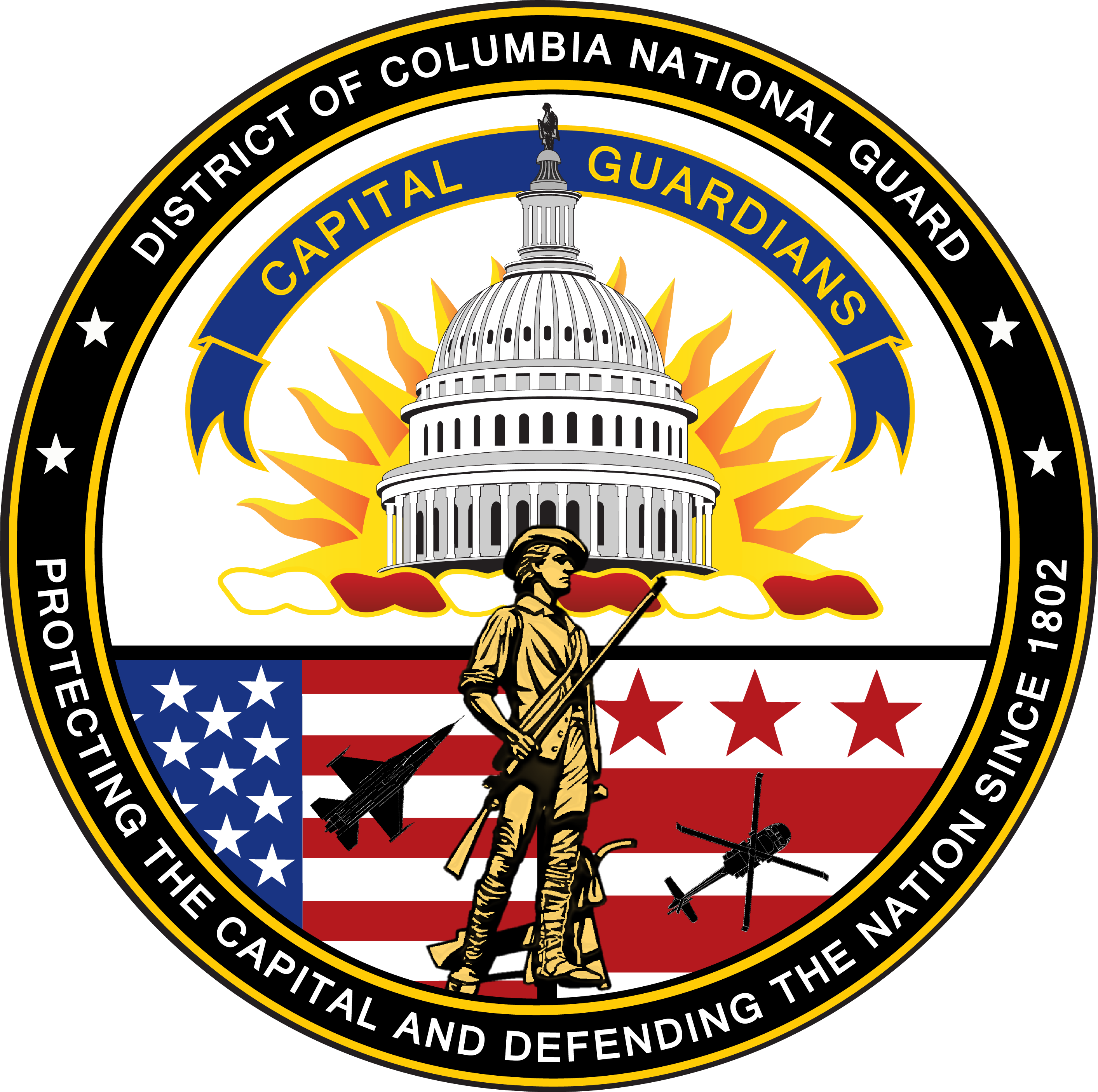
Emblem der D.C. National Guard

Die District of Columbia National Guard (kurz D.C. National Guard) des US-amerikanischen Bundesdistrikts District of Columbia ist Teil der im Jahr 1903 aufgestellten Nationalgarde der Vereinigten Staaten (akronymisiert USNG). Sie wurde 1802 gegründet und ist je nach Aktivierung die Staatsmiliz des Bundesdistriktes oder die zweite Komponente der militärischen Reserve der Streitkräfte der Vereinigten Staaten. Da Washington D.C. kein Bundesstaat ist, sondern bundesunmittelbares Gebiet, liegt die Befehlsgewalt über die Aktivierung als Staatsmiliz beim Präsidenten der Vereinigten Staaten.

## Organisation
Die Mitglieder der Nationalgarde sind freiwillig Dienst leistende Milizsoldaten. Die Nationalgarden der Bundesstaaten sind seit 1903 bundesgesetzlich und institutionell eng mit der regulären Armee und Luftwaffe verbunden, so dass unter bestimmten Umständen mit Einverständnis des Kongresses die Bundesebene auf sie zurückgreifen kann.
Die District of Columbia National Guard besteht aus den beiden Teilstreitkraftgattungen des Heeres und der Luftstreitkräfte, namentlich der Army National Guard und der Air National Guard. Eine Naval Militia ist zwar auf dem Papier vorhanden, existiert aber in Wirklichkeit nicht.
Im Fall der District of Columbia National Guard, der kein Bundesstaat, sondern ein Bundesdistrikt ist, ist der Präsident der Vereinigten Staaten der Befehlshaber auch bei Aktivierung als Staatsmiliz mit Aufgaben der Inneren Sicherheit. Er hat die Befehlsgewalt per Verordnung auf den Verteidigungsminister übertragen. Dieser wiederum hat dies für den Anteil Army National Guard auf den Heeresstaatssekretär und für den Einsatz der Air National Guard auf den Luftwaffenstaatssekretär delegiert, militärischer Vorgesetzter der District of Columbia National Guard ist der vom Präsidenten ernannte Adjutant General. Der United States Attorney General entscheidet über die rechtlichen Rahmenbedingungen des Einsatzes und berät hierin den Präsidenten und das Pentagon.
Der Bürgermeister des District of Columbia, der United States Marshal für den District of Columbia oder der Direktor des National Capital Service können den Befehlshaber der D.C. National Guard um Hilfe bei der Niederschlagung von Aufständen und der Durchsetzung des Gesetzes bitten; es gibt jedoch keine Befehlskette vom District of Columbia zur D.C. National Guard.
Die District of Columbia National Guard hat (Stand 2017) eine Personenstärke von 1358, die District of Columbia Air National Guard eine von 1248, zusammen also eine Personenstärke von insgesamt 2606.

## Geschichte
Bereits 1776 bestehen örtliche Milizverbände in dem seinerzeit noch zu Maryland gehörenden Gebiet. 1802 wurde die D.C. Militia unter Präsident Thomas Jefferson gegründet, mit der Hauptaufgabe, den neu gegründeten Bundesdistrikt zu verteidigen. Seit 1860 spielt die D.C. Militia auch eine wichtige Rolle bei der Sicherung der Amtseinführung des Präsidenten der Vereinigten Staaten. Seit dem Militia Act (1903) sind die Milizverbände der Bundesstaaten und des Bundesdistrikts bundesgesetzlich und institutionell eng mit der regulären Armee und Luftwaffe verbunden und leisteten ihren Dienst sowohl im Ersten und Zweiten Weltkrieg als auch im Koreakrieg. Nationalgardisten sicherten 1963 den Marsch auf Washington für Arbeit und Freiheit. Sie waren auch nach den D.C. riots 1968 nach der Ermordung Martin Luther Kings im Einsatz. Aufgrund der besonderen Stellung des Bundesdistriktes ist der Präsident der Vereinigten Staaten der Oberbefehlshaber der D.C. National Guard, so dass Präsident Donald Trump sie am 1. Juni 2020 in Washington auch gegen Demonstranten der Black-Lives-Matter-Bewegung einsetzen konnte. Warum beim Sturm auf das Kapitol in Washington 2021 die D.C. National Guard erst so spät zum Einsatz kam, ist Gegenstand politischer Auseinandersetzungen.

## Bedeutende Einheiten

### Einheiten der District of Columbia Army National Guard
- Multi-Agency Augmentation Command
- 74th Troop Command (United States)
  - 372nd Military Police Battalion („Red Hand“)
  - 547th Transportation Company
  - 104th Maintenance Company

- 260th Regiment (Regional Training Institute)
- 257th Army Band „The Band of the Nation's Capital“
- 1-224th Aviation Security and Support Battalion
  - D Company (Air Ambulance)
  - Detachment 1, A Company

- 1-126th General Support Aviation Battalion
- Detachment 1, C Company (Air Ambulance)

- District of Columbia Medical Command
  - Detachment 4, Operational Support Airlift Command
  - Recruiting and Retention Battalion
  - National Guard Bureau Legal Support Office

### Einheiten der District of Columbia Air National Guard
- 113th Wing
  - 113th Operations Group
  - 121st Fighter Squadron
  - 201st Airlift Squadron

- 113th Maintenance Group
  - 113th Support Group
  - 113th Medical Group
  - 121st Weather Group
  - 231st Combat Communications Squadron

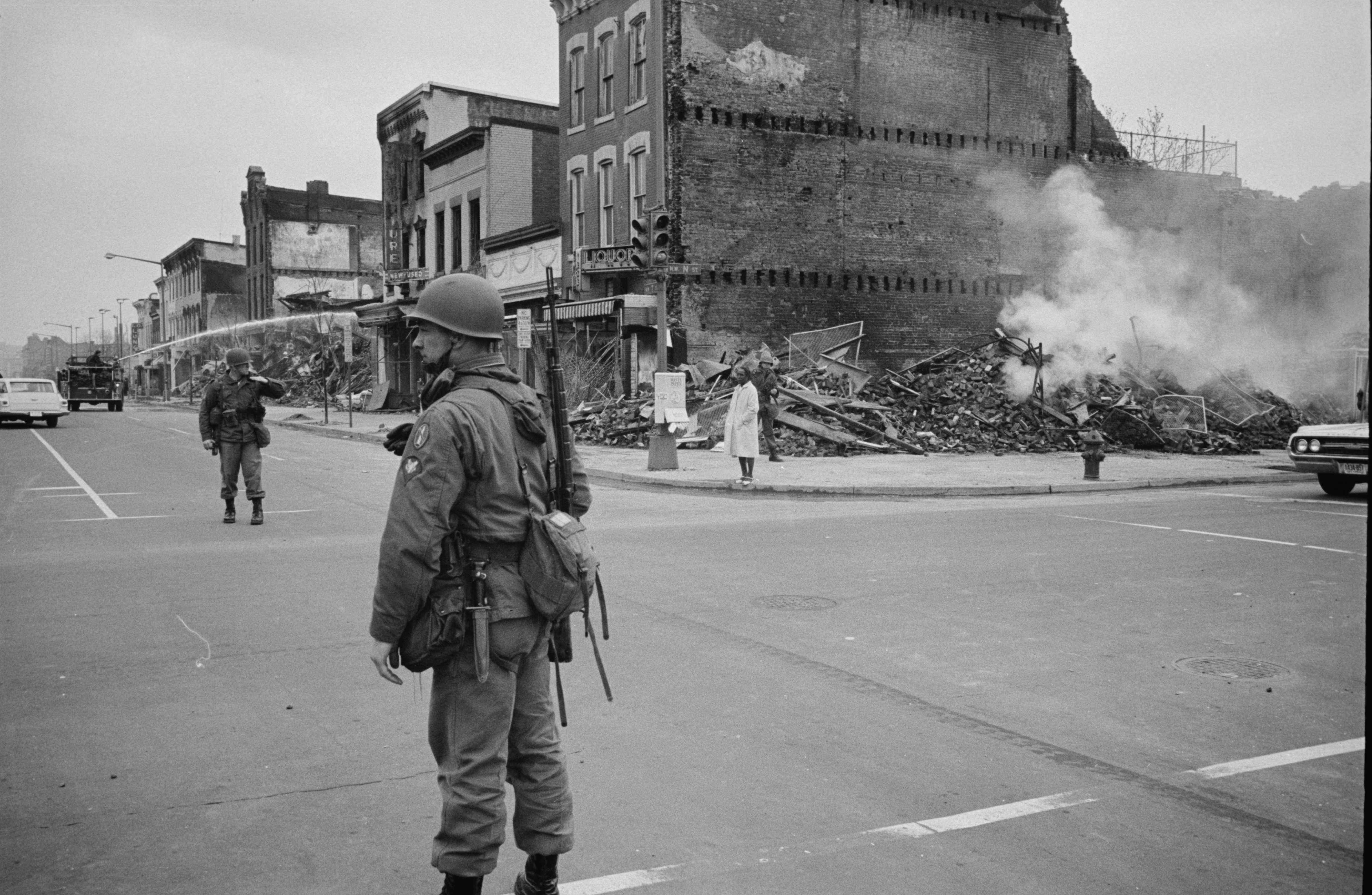
Einheiten der D.C. National Guard nach den D.C. riots 1968